# Mike Grgich
Mike Grgich (né Miljenko Grgić le 1er avril 1923 et mort le 13 décembre 2023) est un viticulteur américain d'origine croate, résidant dans la vallée de Napa, en Californie. 

## Des débuts modestes
Né dans une famille de viticulteurs dans la localité de Desne, en Dalmatie, il gère d'abord l'épicerie d'un cousin dans sa ville natale jusqu'à sa confiscation en 1943 par les représentants communistes ayant pris le contrôle de la région. Après la Seconde Guerre mondiale, Grgić fait des études de comptabilité dans la ville de Split. Ne pouvant cependant renoncer à sa passion pour le vin, il décide d'étudier la viticulture et l'œnologie à l'Université de Zagreb à partir de 1949. En 1954, il fuit le régime communiste yougoslave vers l'Allemagne de l'Ouest, obtenant une bourse des Nations unies pour y étudier. Désormais un réfugié, il émigre ensuite vers le Canada après avoir vainement tenté d'obtenir un visa pour les États-Unis. Là-bas, il change son nom en Mike Grgich et vit de petits boulots dans la province de la Colombie-Britannique. Il arrive en Californie en 1958 après avoir obtenu un visa grâce à l'emploi que lui offre J. Leland Stewart, propriétaire du domaine Souverain Cellars, dans la vallée de Napa.

## L'ascension progressive
Sa relation avec Stewart se détériore peu à peu, et il quitte Souverain pour rejoindre Christian Brothers Cellars. Il travaille ensuite à Beaulieu Vineyard de 1959 à 1968 avec André Tchelistcheff, puis chez Robert Mondavi. Peu à peu frustré par l'échelle grandissante de la production Mondavi, Grgich quitte son employeur en bons termes en mai 1972 pour devenir le vinificateur et un actionnaire limité au Chateau Montelena à Calistoga, alors fraîchement relancé par son propriétaire Lee Paschich avec l'entrée dans le capital de Jim Barrett, un avocat du sud de la Californie. Le millésime 1973 du chardonnay de Grgich, pour lequel il n'utilisa pas de fermentation malolactique, est sélectionné pour participer à la dégustation du Jugement de Paris en 1976, où il décroche la première place parmi les vins blancs.
Avec le succès du vin de Chateau Montelena, Grgich se voit sollicité par d'autres domaines, et il décide de quitter Chateau Montelena, d'autant que ses relations avec les deux propriétaires se sont tendues. Arrivé au terme de son contrat de 5 ans, il revend ses 5 % du capital et revend les actions que lui avait offertes Ernest Hahn, l'un des associés de Barrett. Il utilise les 95 000 dollars résultants plus 5 000 autres pour acheter 8 hectares de terrain à Rutherford, le long de la route californienne 29. À la fin de 1976, il se voit offrir un partenariat par Austin E. Hills, un membre de la famille contrôlant les cafés Hills Brothers qui possède déjà deux vignobles dans la vallée. Grgich insiste pour détenir 51 % de l'exploitation, ce que son apport de capital ne lui permet pas. Après de longues négociations, les deux hommes s'accordent sur un partenariat à 50 % chacun, avec une avance de 400 000 dollars à Grgich à rembourser sur 10 ans, et fondent Grgich Hills Cellar à Rutherford.

## Reconnaissance
Le premier millésime (1977), produit avec des grappes de chardonnay achetées à d'autres exploitations dans les vallées de Napa et de Sonoma, remporte la première place au Great Chardonnay Showdown, un concours de vin auquel participent 221 bouteilles du monde entier.
Le domaine détient actuellement 147 hectares de vigne et produit 70 000 caisses de vin chaque année, principalement des chardonnays, des sauvignons blancs, des cabernet-sauvignons, des merlots, des zinfandels et un vin de vendanges tardives.
Mike Grgich est connu pour son goût pour les vins à base de zinfandel, qu'il attribue à leur ressemblance aux vins croates qu'il goûta dans son enfance. En 1996, encouragée par Grgich, Carole Meredith, une scientifique de l'Université de Californie à Davis, effectue des tests génétiques sur des cépages yougoslaves, et découvre que le zinfandel américain est un descendant probable d'un cépage présent en Croatie, le crljenak, proche du plavac mali. Mike Grgich fonde une exploitation viticole en Croatie peu après.
Mike Grgich est connu pour son port quasi permanent du béret, une habitude qui remonte à ses années d'études à Zagreb.
La réputation du viticulteur a été quelque peu entachée lorsque son domaine a accepté en 2004 de régler une affaire où Mike Grgich était accusé par deux femmes de harcèlement sexuel.

## Titre honorifique
En novembre 2007, il reçoit le titre de docteur honoris causa de l'université de Zagreb dans sa Croatie natale.